# Multan
Multan (urdú ملتان) és una ciutat del Panjab (Pakistan) capital del districte de Multan i del tehsil de Multan i fins al 2000 de la divisió de Multan. Està situada al sud del Panjab a la riba oriental del Chenab. És coneguda com la ciutat dels sufites degut al gran nombre de sants sufites de la ciutat. Multan gaudeix de gran nombre de mercats, mesquites, capelles, i tombes decorades. El centre de la ciutat està a uns 6 km de la riba esquerra del Chenab i rodejada per una muralla d'entre 3 i 6 metres d'altura; cap al sud hi ha el llit sec del riu Ravi que el separa de la ciutadella; el riu antigament passava per Multan i s'unia al Chenab a 15 km més avall.
La població al cens del 1998 era d'1.197.384 habitants i el 2007 s'estimava en un milió i mig. Al cens del 1868 hi havia 43.385 habitants exclòs el campament militar, i 54.652 incloent-lo; el 1881 la població total era de 57.471 i al cens del 1901 figurava amb 87.394 habitants dels quals 47.000 eren musulmans i 37.000 hindús.

## Etimologia
Multan va portar antigament els noms de Kashtpur, Hanspur, Bagpur, Sanb o Sanabpur i Mulasthan, i derivaria el seu nom de l'ídol del temple del sol, una capella premusulmana. Una altra teoria li atribueix el nom pel poble dels mal·ls (malli) sotmesos per Alexandre el Gran després de considerables lluites.

## Història

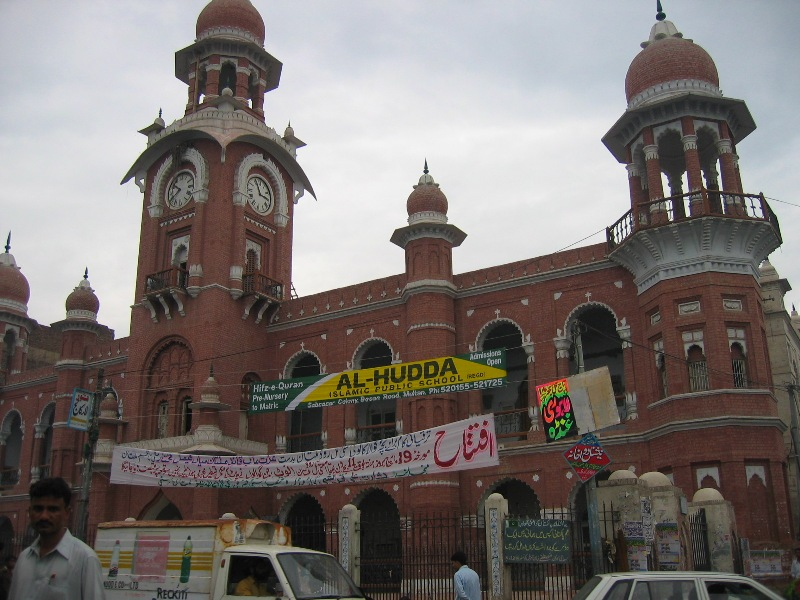
Torre del rellotge a l'ajuntament

Vegeu: Districte de Multan

### Història local moderna
La municipalitat es va crear el 1867. A causa dels disturbis que van esclatar el setembre de 1881 entre hindús i musulmans, l'exèrcit va ocupar la ciutat durant deu dies i durant un any es va establir una força policial de control.
Gran suburbis van sorgir a la segona meitat del segle xix fora de les muralles. El bazar Chauk s'estenia de la porta de Husain al centre de la ciutat fins a la porta de Wali Muhammad on a través d'estrets carrerons anava cap a les diferents portes de la ciutat encara que molts carrerons no tenien sortida. Un temple hindú conegut pel Narasingh Avatar de Vishnu o Pahladpuri, que havia estat damnat per una explosió al final del 1848, encara es mantenia al costat de diverses mesquites. A la ciutadella, al seu bell mig, hi havia hagut l'antic temple del sol, però fou destruït per orde d'Aurangzeb, el gelós emperador mogol musulmà, que va fer construir la Jama Masjid o mesquita principal al seu lloc, però com que fou quarter general dels sikhs va quedar destruïda al final del 1848. Dins el fort, un obelisc de 22 metres erigit en memòria de Vans Agnew i el tinent Anderson, els dos oficials britànics assassinats l'abril de 1848 quan es va revoltar Diwan Mulraj. A l'est de la ciutat es trobava el Amkhas, antiga sala d'audiència dels governadors hindús i al nord d'aquest edifici el cenotafi de Diwan Sawan Mai (el pare de Diwan Mulraj) i el cementiri europeu. A l'oest hi havia uns jardins públics.
L'estació civil estava situada al nord i oest de la ciutat nativa, i el cantonment (campament militar) estava situat al sud-oest. La guarnició formava part de la divisió de Lahore i estava formada per artilleria, un batalló d'infanteria, i un regiment de cavalleria nativa, dos d'infanteria nativa i un destacament de voluntaris ferroviaris.

## Clima

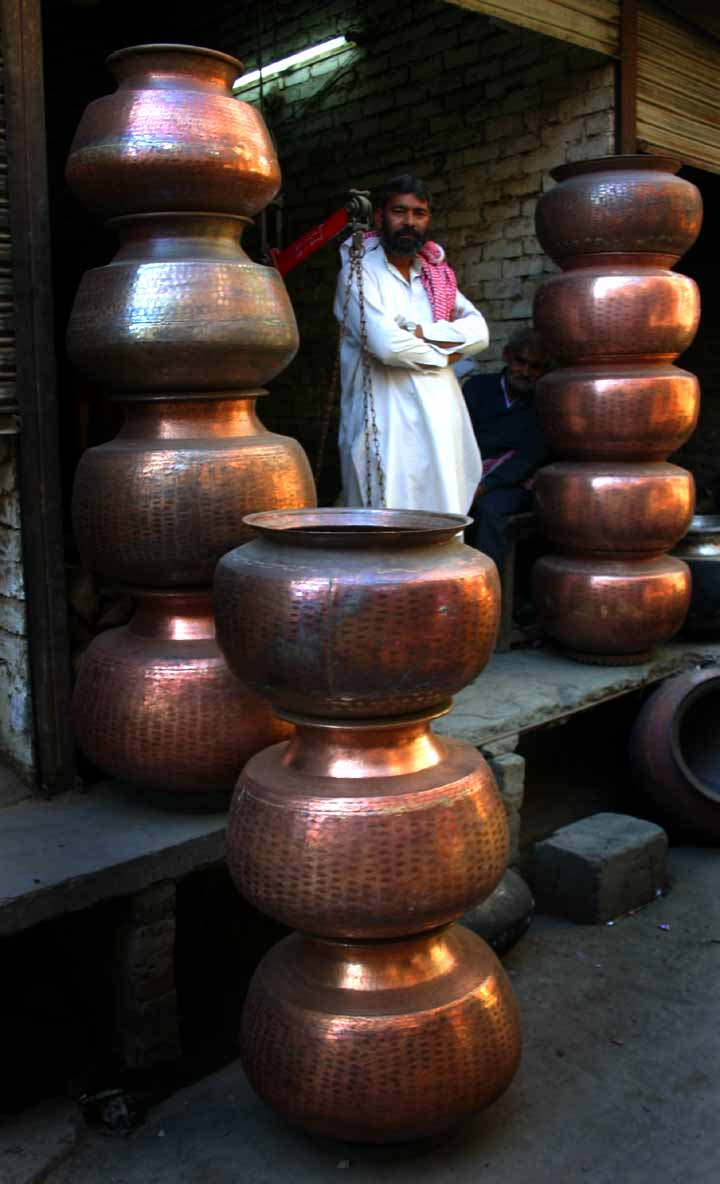
Mercat a Multan, Pakistan.

## Administració
Després del 2001 es va introduir el govern local i des de llavors la ciutat és governada per un nazim o alcalde. Multan fou reorganitzada com a districte-ciutat i està formada per sis ciutats autònomes.
- Boson
- Shah Rukan e Alam
- Mumtazabad
- Sher Shah
- Shujabad
- Jalalpur
- Multan Cantonment

## Agermanaments

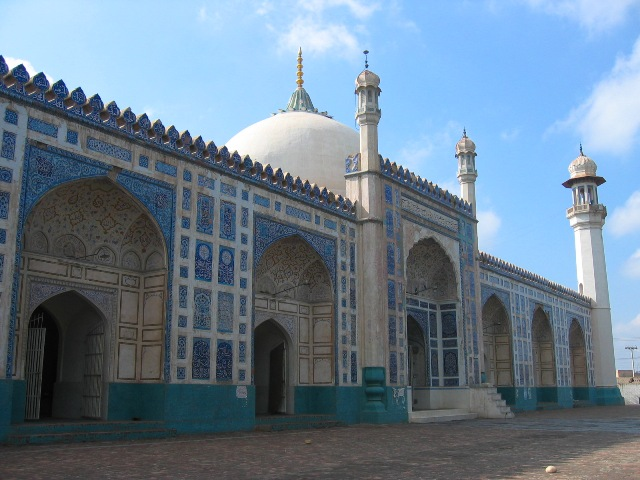
Mesquita Shahi Eid Ghah

Està agermanada a:
- Roma, Itàlia[1]
- Konya, Turquia[2]

## Llengua i religió
La llengua corrent és el saraiki o seraiki; després es parla el haryanvi i una part de la població parla urdú i anglès. La religió de la immensa majoria és l'islam amb petites minories sikhs i hindús. La població està formada majoritàriament pel poble seraiki; les següents comunitats són les dels haryanvis, panjabis, balutxis, paixtus, sindis i mujahirs. Les estadístiques per llengua el 1998 donen aquestos resultats:
- Seraiki o saraiki: 66,58% al districte i 54,23% a la ciutat
- Haryanvi: 14,59% al districte i 11,01% a la ciutat
- Panjabi: 11,14% al districte i 9,13% a la ciutat
- Urdú: 5,86% al districte i 6,64% a la ciutat
- Paixtu: 0,62% al districte
- Balutxi: 0,10% al districte
- Sindhi: 0,07% al districte
- Altres: 1,04% al districte

## Llocs interessants
- Mausoleus dels sants sufites 
  - Baha-ud-din Zakariya
  - Rukn-e-Alam
  - Shams al-Tabrizi o Shams-ud-Din

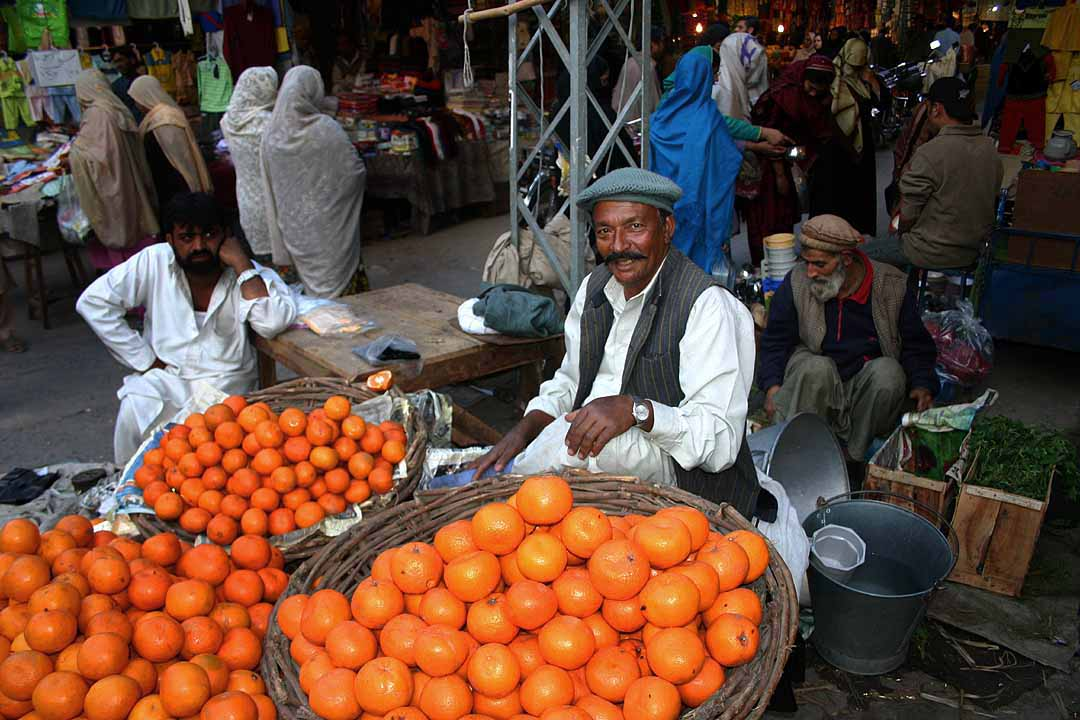
Fruita a un mercat de Multan

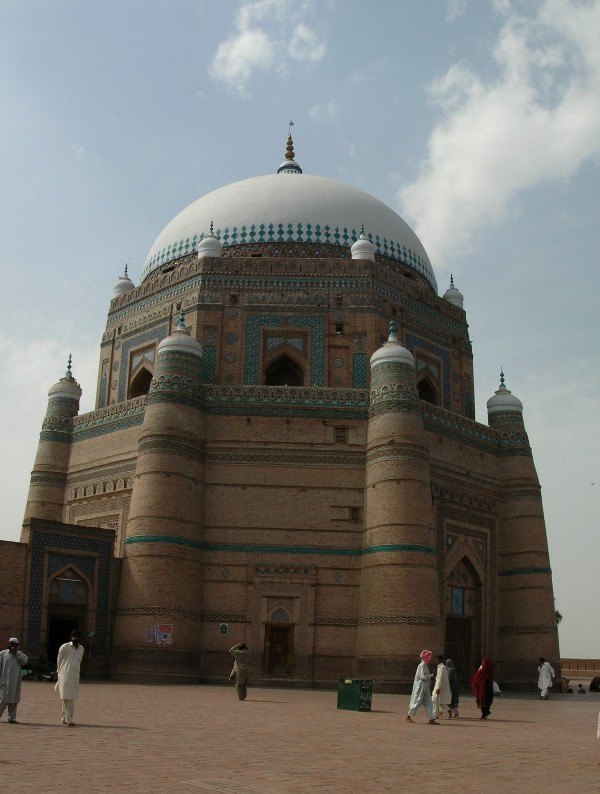
Mausoleu de Shah Rukn-e-Alam

  - Hazrat Hafiz Muhammad Jamal Multani
  - Tombes Nuagaza
- Fort de Multan
- Jardí de Aam Khas
- Bazar Chowck
- Estadi de cricket de Multan
- Mesquites
  - Mesquita Jamia construïda per Muhammad ibn Kasim el 712, les ruïnes de la qual van ser arrasades per una inundació el 1954
  - Mesquita Sawi, la més antiga encara existent
  - Mesquita Mohammad Khan Wali, la segona més antiga construïda el 1757 pel nawab Ali Mohammad Khan Khakwani

## Comunicacions
A Multan hi ha un aeroport internacional que porta el nom de la ciutat, situat a uns 10 km del centre. No és gaire gran i opera principalment a l'interior del país i amb vols al Golf Pèrsic i Orient Mitjà.

## Personatges
- Ahmad Shah Durrani
- Yousaf Raza Gillani, 26è primer ministre del Pakistan

## Nota
1. ↑  [enllaç sense format] http://www.thenews.com.pk/daily_detail.asp?id=145013%5BEnllaç+no+actiu%5D
2. ↑  [enllaç sense format] https://archive.today/20120805113025/www.mofa.gov.pk/Press_Releases/2008/Oct/statement_31.html